# Friedrich Wilhelm Willeke

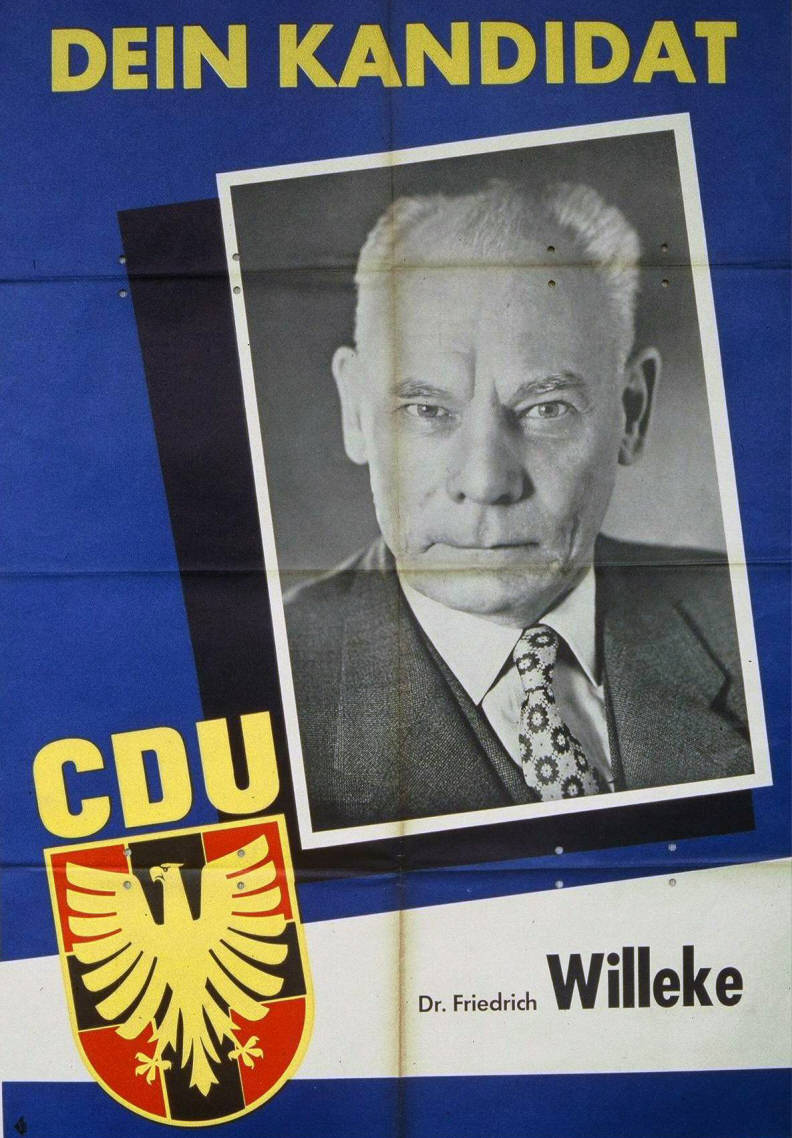
Friedrich Willeke auf einem Wahlplakat zur Bundestagswahl 1957

Friedrich Wilhelm Willeke (* 7. Dezember 1893 in Paderborn; † 24. Juni 1965 in Bonn) war ein deutscher Politiker des ZENTRUM, der NSDAP und schließlich der CDU.

## Leben und Beruf
Nach dem Volksschulabschluss besuchte Willeke von 1908 bis 1914 die Lehrerbildungsanstalt in Paderborn. Anschließend war er bis 1919 als Lehrer tätig. Im Ersten Weltkrieg wurde diese Tätigkeit zeitweise durch Kriegseinsätze unterbrochen. Nach dem Kriegsende holte er 1918 das Abitur nach und studierte bis 1922 Rechts- und Staatswissenschaften an der Universität Münster. Wobei er bereits seit 1920 Assistent am dortigen Staatswissenschaftlichen Institut des Soziologen Prof. Johann Plenge war. Er war seit 1919 Mitglied der katholischen Studentenverbindung KDStV Sauerlandia Münster im CV. 1921 erfolgte seine Promotion zum Doktor der politischen Wissenschaften. Nach Beendigung seines Studiums war er bis 1925 Fachvorsteher der städtischen Handels- und Berufsschule in Recklinghausen und außerdem Dozent an der dortigen Verwaltungsbeamtenschule. Anschließend war er bis 1930 Magistratsrat (Verkehrsdezernent) in Recklinghausen und danach bis 1946 Bürgermeister in Marl. Als Bürgermeister setzte er sich 1938 nach der Pogromnacht für den Zwangsverkauf des Hauses des jüdischen Händlers Arthur Abrahamsohn, Loestraße 26, an die NSDAP ein. 
Nach dem Erwerb durch die Ortsgruppe Marl und dem Bezug als neue Parteizentrale dankte der Ortsgruppenleiter Becker Willeke für die gute Zusammenarbeit.

## Partei
In der Weimarer Republik gehörte Willeke dem ZENTRUM an. Zum 1. Mai 1933 trat er der NSDAP bei (Mitgliedsnummer 3.566.310). 1945 beteiligte er sich an der Gründung der CDU. 1947–1965 war Hauptgeschäftsführer der Kommunalpolitischen Vereinigung der CDU/CSU.

## Abgeordneter
Willeke gehörte dem Deutschen Bundestag von 1953 bis zu seinem Tode an. Er vertrat den Wahlkreis Recklinghausen-Land im Parlament. Während seiner gesamten Mitgliedschaft im Bundestag war er Vorsitzender des Bundestagsausschusses für Kommunalpolitik und öffentliche Fürsorge.
Am 24. Juni 1965 erlitt er während der zehnstündigen Bundestagsdebatte über die Notstandsgesetzgebung einen Herzanfall und verstarb in seinem Büro.

## Öffentliche Ämter
Von 1930 bis 1945 war Willeke Bürgermeister, von 1945 bis 1946 stellvertretender Bürgermeister des Amtes (ab 1936 der Stadt) Marl.